# 베르너 폰 브라운
베르너 마그누스 막시밀리안 폰 브라운 남작(독일어: Wernher Magnus Maximilian Freiherr von Braun, 1912년 3월 23일 ~ 1977년 6월 16일)은 독일 출신 미국의 로켓 과학자이다. 현 폴란드 지방인 독일 제국 포젠 주에서 태어났으며, 스위스 취리히 지방에서 초등 교육을 받고 자랐다. 나치 독일과 협력하여 V시리즈 로켓을 개발하였는데 그 중 V-2 로켓이 가장 유명하다. 나치 독일의 패망 후 미국 항공우주국(NASA)에서 일하다가 1972년 퇴임 후 평화로이 말년을 보냈고 1977년에 사망했다.

## 어린 시절
1912년 독일 제국 포젠 지방 비르지츠(현 폴란드)에서 공무원 마그누스 폰 브라운 남작의 차남으로 태어났다. 아버지 마그누스는 후에 바이마르 공화국의 농업상을 지내는 인물이고 그의 어머니 에미는 영국 에드워드 3세의 후손으로 부모를 통해 그녀의 조상을 추적할 수 있다. 어머니는 그에게 망원경을 사주었고 이를 계기로 천문학에 대한 열정을 품게 되었다. 로켓 추진 자동차의 최고 속도 기록에 영감을 얻은 12세의 폰 브라운은 장난감 수레에 불꽃을 점화했다가 폭발로 이어져 붐비는 거리에서 큰 혼란을 일으켰다. 그의 아버지가 그를 데려올 때까지 그는 현지 경찰에 의해 연행되었다. 처음부터 베르너의 꿈은 로켓을 만드는 것이 아니었다. 베르너 폰 브라운의 메모리에서 베토벤과 바흐를 볼 수 있다. 그는 뛰어난 아마추어 음악가였다. 폰 브라운은 어린 나이에 첼로와 피아노를 배웠고, 원래는 작곡가가 되고 싶었다. 그는 작곡가 폴 힌데미트에서 수업을 했다. 존재 폰 브라운의 젊은 조성물의 몇 가지가 힌데미트의 스타일을 연상시킨다. 폰 브라운은 어릴때부터 남다르게 스위스 취리히에서 초등 교육을 받고, 중학교 졸업 후 그의 주요 관심사는 우주여행이여서 우주에 가고 싶은 열망이 들어 로켓을 연구하기 시작하였다. 독일 우주여행협회에 가입한 폰 브라운은 자신의 동료들과 함께 2년 동안 80회 정도의 로켓 발사 실험을 하였다. 로켓 발사실험에 열정을 기울인 폰 브라운은 많은 청중들 앞에서 로켓 발사실험을 보여주는 등 로켓 연구에 박차를 가하다가 독일 육군 로켓 연구소의 소장 발터 도른베르거를 만나게 된다. 도른베르거는 폰 브라운을 베를린 공과 대학교에 입학시켜 폰 브라운으로 하여금 액체 연료 로켓을 전공할 수 있도록 도와주었다. 그는 또한 ETH 취리히에서도 수학하였다.

## 페네뮨데 로켓 연구소에서
도른베르거의 눈에 띤 베르너 폰 브라운은 1932년부터 독일 육군 병기국 로켓 연구소에서 로켓 연구를 하였다. 그 당시 전쟁준비를 가속화하던 독일 제3제국의 총통 아돌프 히틀러는 폰 브라운에게 로켓을 개발하도록 지원해주었다. 히틀러는 페네뮨데 로켓 연구소를 세워주었고 폰 브라운은 많은 과학자들과 함께 로켓 연구를 시작했다. 폰 브라운은 자신의 능력을 최대한 활용하여 A1, A2, A3, A5로켓, 항공폭탄 V1로켓, 그리고 그 당시 최고의 로켓, V2로켓을 개발하기에 이른다. 1942년에 V-2 로켓 발사에 성공하였고, 1944년에는 이를 영국 공격용으로 실용화시켰다.

## 로켓 추진체를 장착한 항공기들에 대한 실험
1936년 동안 폰 브라운의 로켓공학 팀은 쿠머스도르프에서 액체 연료 로켓을 항공기에 설치 하는 연구를 수행하였다. 독일의 항공기 제작자 하인켈은 열정적으로 그들의 노력에 지원하였고 그들의 실험을 위해 비행기 기체 He72와 He112를 제공하였다. 1936년 말에 독일의 공군 조종사 왈시츠는 폰 브라운과 하인켈의 RLM으로 인해 두 번째의 명성을 얻게 되었다. 왜냐하면 그는 가장 경험이 많은 테스트 비행사 중 한 명으로써 인식되어 있고 기술적 지식에 엄청난 부를 소유하고 있기 때문이다. 폰 브라운이 왈시츠와 친숙해 진 후 그에게 비행기의 응답 기능을 보여준 후에 그가 물었다. “당신은 우리와 함께하며 이 로켓을 테스트 해줄 것입니까? 그렇다면 왈시츠씨 당신은 유명인이 될 것입니다. 그리고 후에 우리는 달로 함께 날아갈 것입니다. ”1937년 6월 네우할던버그의 활주로에서 가장 최신 비행기 중 하나가 왈시츠의 시험 비행 중 고장 나버린 피스톤 엔진을 달고 날아올랐다. 그 때 그 비행기는 폰 브라운의 로켓 동력만으로 추진되었다. 노즈 기어가 들린 착륙과 기체에 화재가 발생 함에도 불구하고 비행기가 뒤쪽에서 추진력을 냄으로써 만족스럽게 날 수 있다는 것이 공식적으로 인정받게 되었다. 동시대에 월터의 과산화수소에 기초하여 제작된 로켓들은 항공기에 장착하기 적당하기도 하였으며 가볍고 간편한 로켓들의 선구자가 되었습니다. 또한 월터의 회사는 RLM으로부터 He112를 위한 로켓 엔진을 제작하는 권한을 얻게 되었다. 그래서 두 가지의 로켓 모터 디자인이 네우할덴버그에 존재했다.
폰 브라운의 엔진은 알코올과 액체산소로 동력을 얻는 반면에 Walter의 엔진은 과산화수소와 칼슘과 망가니즈산염으로 동력을 얻었다. 폰 브라운의 엔진들은 직접 연소를 통해 화염을 뿜어냈고 월터의 장비들은 화학적 반응으로부터 나오는 뜨거운 수증기를 사용했다. 하지만 두 가지의 로켓은 모두 빠른 속도를 냈다. 그 다음의 He112의 비행은 폰 브라운의 로켓 대신 월터의 로켓이 사용되었다. 왜냐하면 월터의 로켓이 더 현실적이고 작동시키기에 간단하며 시험 비행사인 왈시츠와 기체에 생기는 위험이 훨씬 적었기 때문이다.

## 히틀러의 전격전, 그리고 폰 브라운

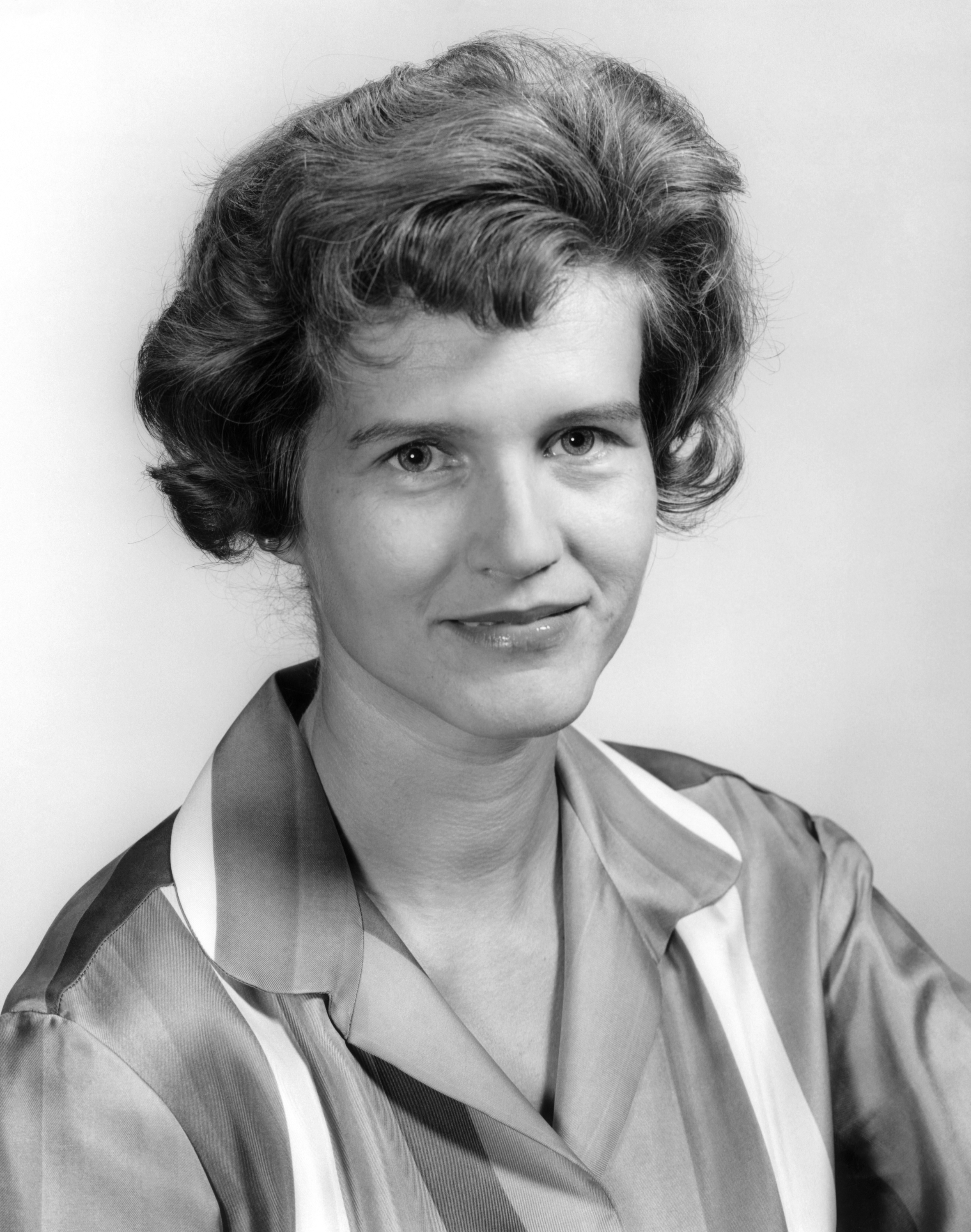
마리아 폰 브라운, 베르너 폰 브라운의 배우자

히틀러는 '독일 민족의 삶의 터전을 늘리기 위하여' 전쟁을 시작한다. 그리고 히틀러는 폰 브라운에게 다량의 로켓 생산을 주문하였다. 촉박한 일정 때문에 고생하던 폰 브라운은 결국 사임 직전까지 가지만, 그동안의 공로를 인정받아 겨우 남아 다시 일을 시작한다. 그때 나치 독일의 비밀경찰 게슈타포의 총사령관 하인리히 힘러는 로켓 프로그램을 SS에게 넘겨주라고 명령하였지만 폰 브라운은 그 명령을 고뇌 끝에 거절했다. 결국 힘러는 1944년 폰 브라운을 감옥에 가두어 버렸다. 그러나 도른베르거가 나타나 힘러에게 "베르너 폰 브라운이 없으면 V-2 로켓은 그저 제자리만을 맴돌 것입니다. 그것은 제3제국에게도 치명적입니다."라고 말하여 히틀러의 직권으로 풀려나게 된다. 폰 브라운은 다시 페에데문데 로켓 연구소로 들어가 연구를 시작하게 되고, 독일의 미사일 기술을 세계 최고로 올려놓을 프로젝트를 시작하게 된다. 그러나 도른베르거와 그의 일행은 로켓의 연료가 실린 차량을 타고 바이에른의 산악 지대로 도망가 버렸고, 1945년 폰 브라운은 오스트리아에서 미군 부대에 항복한다. 그 당시 폰 브라운은 독일 본토에서 뉴욕을 공격할 수 있는 2단 추진 대륙간 탄도 미사일 A-9 프로젝트를 진행 중이었다.
"로켓의 성능은 완벽했다. 엉뚱한 행성에 떨어졌다는 것만 제외하면."
"The rocket worked perfectly, except for landing on the wrong planet."

위의 인용문은 폰 브라운 자신이 만든 로켓이 제2차 세계대전에서 영국을 공격할 무기로 쓰이는 것을 보며 안타까워하면서 한 말이다.

## 미국과의 협력, 그리고 NASA에서

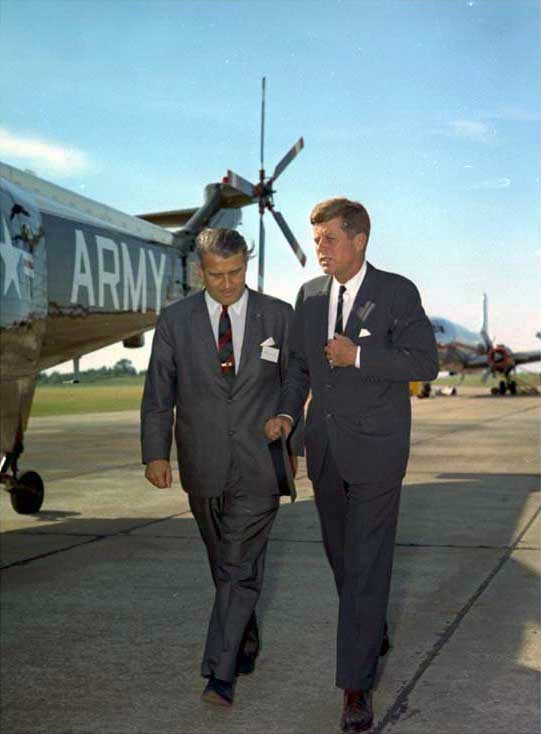
1963년 5월 19일, 케네디 대통령과 함께 있는 폰 브라운

항복과 동시에 독일 최고의 로켓 과학자 폰 브라운과 그의 독일 최고의 동료들은 뉴멕시코의 미군 기지와 계약을 체결했다. 한국 전쟁에 자극받은 미국은 폰 브라운과 그의 동료들을 핵탄두를 장착한 유도 미사일 개발에 착수시켰다. 그러던 도중 폰 브라운은 1955년 미국 시민권을 취득하고 1958년 창설된 미국 항공우주국의 마셜 우주 비행 센터의 책임자로 임명되었다. 그는 곧 미국 최고의 로켓 과학자가 되어 미국의 로켓 기술을 최고로 끌어올린다. V-2를 개량하여 중거리 탄도탄인 주피터 G를 완성하였으며 또한, 인공 위성 '익스플로러 1호'의 발사체 주노 1호 로켓 개발에 활약하였으며, 1959년 미국 최초의 우주 로켓 파이어니어 4호의 발사에 성공하였다.
1969년 아폴로 11호의 추진 기관인 전장 110m의 거대한 새턴 V을 만들어 우주 개발에 크게 공헌하였다. 나치 독일에서의 노력, 미국에서의 노력이 합쳐진 기술은 폰 브라운으로 하여금 아폴로 우주선을 우주로 성공적으로 발사시키는 성과를 거두게 하였고, 닐 암스트롱은 인류 최초로 달에 착륙했다. 이 순간은 인류가 우주에 대한 가능성을 확인한 것이었고, 미국으로서는 당시 최대의 정적, 소련의 스푸트니크 1호의 발사로 인해 떨어진 자존심을 다시 세우게 되었다. 이 순간은 폰 브라운의 생애에서 최고의 순간이었다. 이를 통해 폰 브라운은 미국 최고의 인기 스타가 되었다.

## 말년 생애

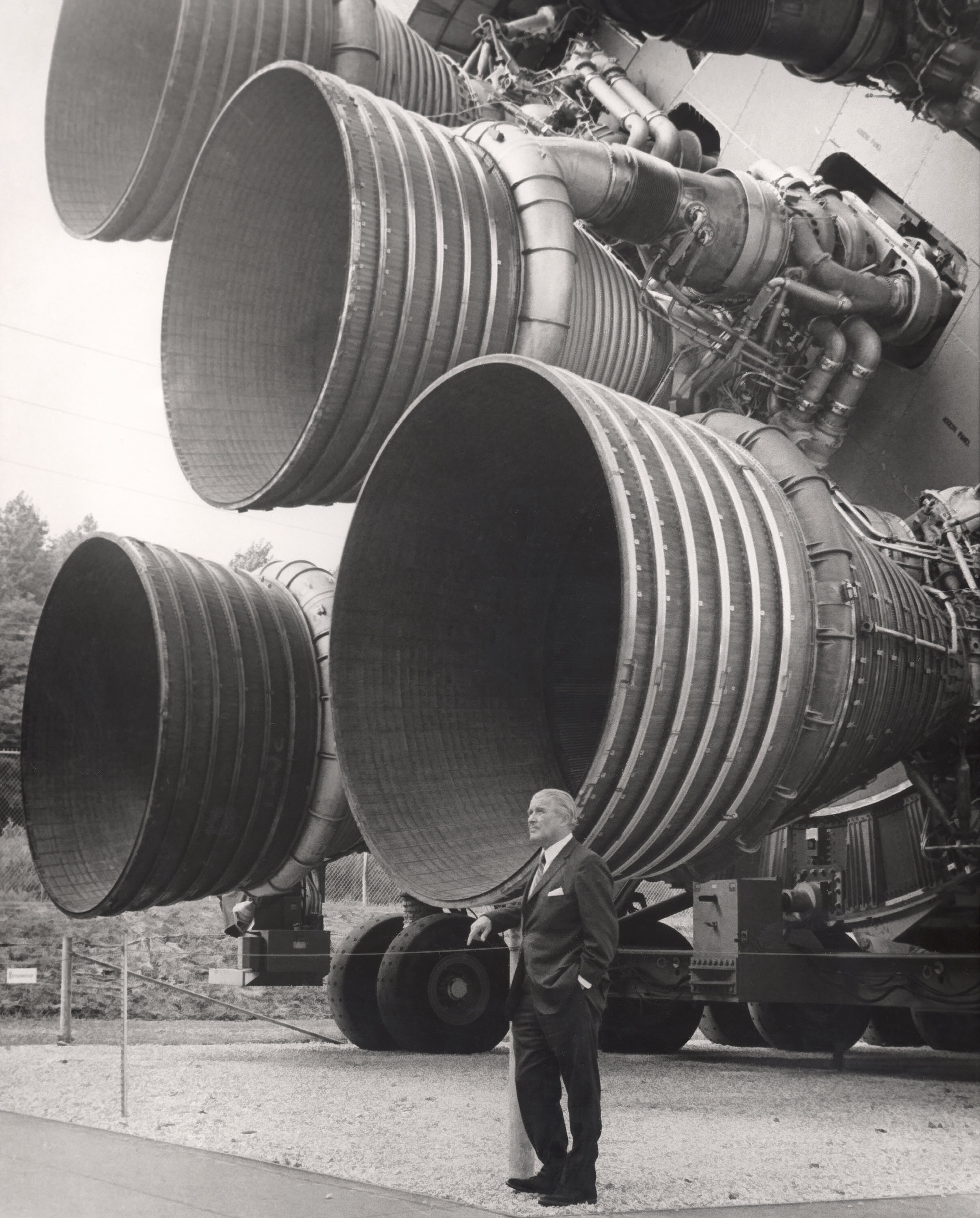
새턴 V의 제1단 F-1 엔진(앞은 베르너 폰 브라운)

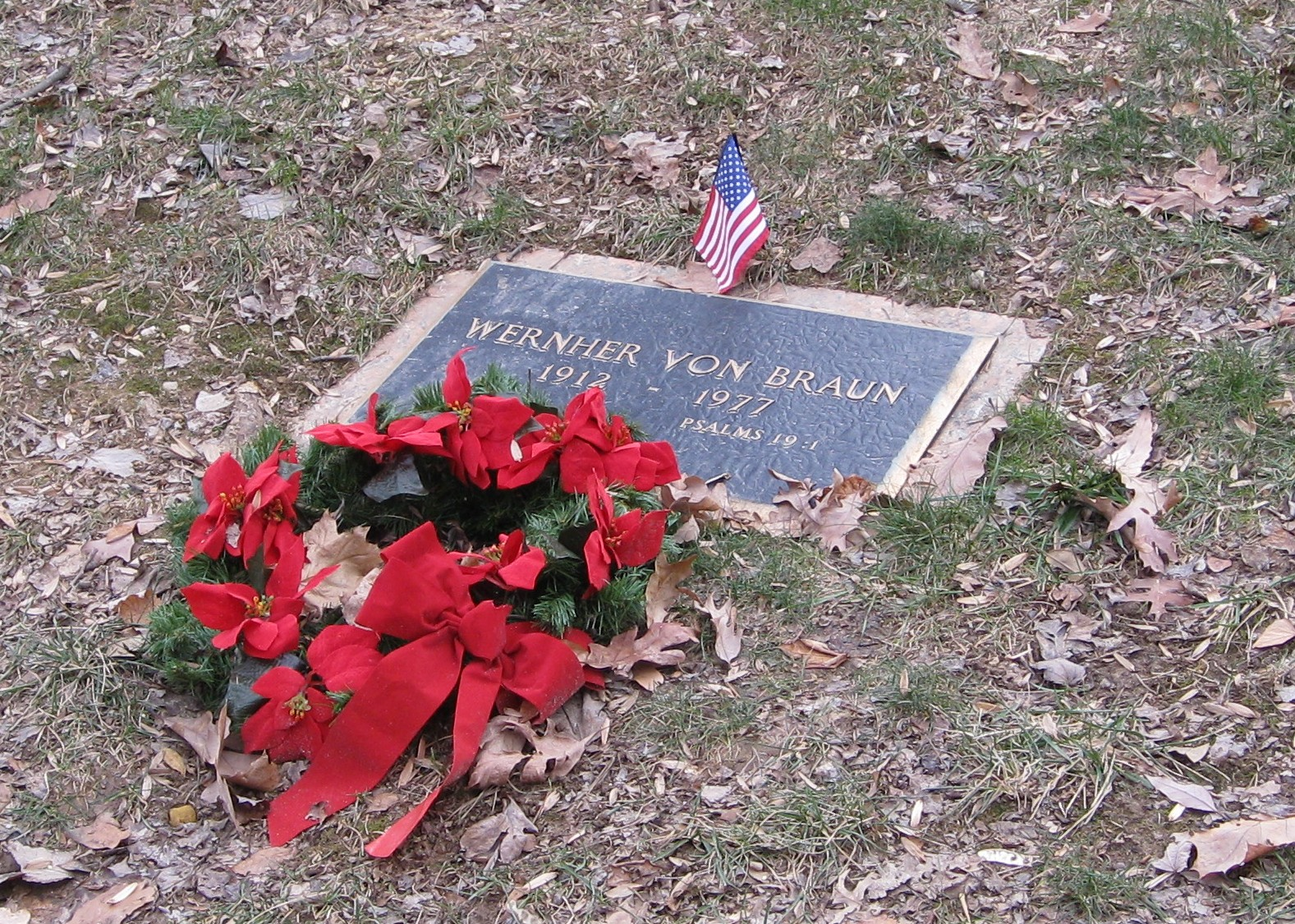
베르너 폰 브라운의 무덤

성공적으로 우주로 유인 우주선을 발사시킨 베르너 폰 브라운은 달을 뛰어넘어 화성에 유인 우주선을 보낼 프로젝트를 계획하고 있었다. 하지만 아폴로 계획이 취소되자 실망감을 감추지 못하였고, 결국 1972년 NASA에서 떠나 미국 메릴랜드주의 페어차일드 항공 우주 회사의 기술 개발 부사장으로 일하였다. 그러나 그의 몸에서 신장암이 발견되었고 병세가 악화되어 페어차일드 항공 우주 회사를 떠났다. 1975년 그는 국제과학공로상을 수여받게 되었으나 1977년 초 입원 때문에 백악관 행사에 참가할 수 없게 되었을 만큼 병세가 심해졌다. 그리고 1977년 6월 16일, 베르너 폰 브라운은 65세의 나이로 편하게 눈을 감았다. 그의 시신은 미국 알렉산드리아 아이비 힐 공동묘지에 묻혔다.

## 같이 보기
- 베르너 하이젠베르크
- 콘라드 다넨버그(영어판)
- 세르게이 코롤료프
- 알소스 미션(영어판)
- 맨해튼 프로젝트
- 마셜 우주 비행 센터